# 哈菲佐拉·阿明
哈菲佐拉·阿明（羅馬化：Hafizullah Amin；1929年8月1日—1979年12月27日），阿富汗民主共和国领导人。他是阿富汗共产主义革命家和政治家，并且组织了1978年的四月革命，参与创立了阿富汗民主共和国。1979年9月又将前领导人塔拉基赶下台，自己担任阿富汗人民民主党总书记。三个月后的1979年12月在苏联发动的政变中被枪杀。

## 早期生平
阿明出生于在喀布尔省的小镇帕格曼，早年就读于喀布尔大学，并曾两次去美国学习。在此期间，阿明被马克思主义所吸引，并参与了威斯康星大学的激进学生运动。回到阿富汗后，他利用他的教师工作向学生传播社会主义的意识形态，他后来加入了由努尔·穆罕默德·塔拉基和巴布拉克·卡尔迈勒创立的阿富汗民主共和国。他作为候选人参加了1965年阿富汗议会选举，但未能获得席位，但在1969年阿富汗议会选举成为人民派唯一的议员 ，由此提升了党内地位。

## 两次政变
阿明是1978年4月四月革命的主要组织者，它推翻了穆罕默德·达乌德汗政府，并基于社会主义理想的建立了亲苏的新国家。作为民主共和国的第二号人物，阿明很快成为了政权的强者，他是一系列国家行动的主要设计者，包括大规模迫害被视为反革命的民众。阿明与塔拉基的个人权力斗争不断升级，最终导致阿明将塔拉基罢免并处决。1979年9月16日，阿明自任部长会议主席（政府首脑）、革命委员会主席（国家元首）、阿富汗人民民主党总书记（最高领导者）。
阿明短暂的领导自始至终具有争议。由于情况迅速恶化，以及陆军遗弃和叛逃，他的政府未能解决针对该政权的民众叛乱问题。他试图改善与巴基斯坦和美国的关系，并考虑以在承认杜兰线，换取巴基斯坦停止支持反政权游击队。许多阿富汗人认为，阿明应对该政权的残暴举措负责例如对上千人的处决.。据说阿明非常崇拜斯大林，斯大林的肖像一直摆在阿明的办公室。阿明最喜欢说的话：“斯大林同志教会我们如何在落后国家建设社会主义，虽然开始会痛苦，但事后一切都会非常好。”

## 苏军入侵

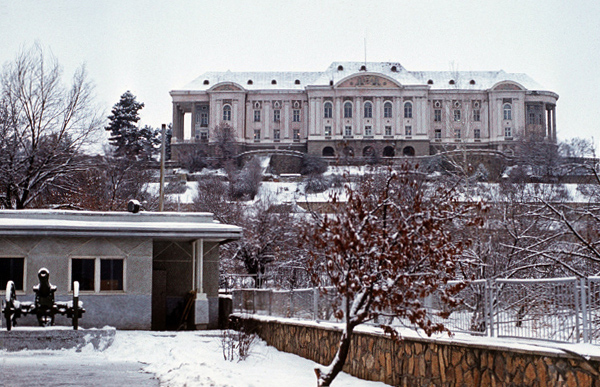
1987 年位于阿富汗喀布尔的苏联第 40 集团军总部。

1979年3月，苏联高层得知了阿富汗局势日益恶化以及多次收到塔拉基和阿明要求苏联出兵协助的要求，但是当时的苏联决策层拒绝了阿富汗政府的出兵请求。
塔拉基被推翻并被阿明处死之后，苏联高层决策者对阿明产生了警惕。在后来被解密的苏共中央档案中，对阿明有以下论述：“塔拉基下台并被杀害，使得阿富汗局势变得极为复杂。为巩固自己的权利，阿明做出一些姿态，诸如开始只当宪法草案和释放部分在押人员，但实际上却在党政军和社会团体内扩大清洗范围……阿明的做法势必引起人民民主党内部进一步分裂，消灭党的健康中坚，消弱党在社会政治生活中的影响，还会使领导人在建设新社会和反对国内反革命派的斗争中偏离解决那些迫切问题的轨道……值得警惕的是刚刚出现的苗头：阿明有意调整同穆斯林反对派代表和反政府部落首领之间的关系，阿明准备以“妥协的条件”的实质就是牺牲国家的进一步发展……最近以来一个明显的征兆，就是阿富汗新政府在同西方大国的关系中力图奉行更加“平衡的政策”。众所周知，美国人通过与阿富汗的接触得到一个结论，就是可以把阿富汗的政策朝着有利于华盛顿的方向扭转……如果发现能证实阿明有反苏倾向苗头的事实，则需要提出我方的补充性建议措施。……”。
1970年代末，世界各国发生的一系列事情使苏联外交战略受到挫折，比如：埃以和谈、亲苏的英迪拉·甘地在印度大选中落败、伊拉克的萨达姆军事政变、伊朗的伊斯兰革命、土耳其的比伦特·埃杰维特左派政府的下台等，特別是伊朗革命后，積極向世界輸出伊斯蘭革命，蘇聯擔心影響到蘇聯的中亞地區以及政局不穩的阿富汗，在这种形势下，苏联领导人很难容忍再失去“已经走上社会主义发展道路”的阿富汗。因此，原本对阿富汗局势不打算直接干预的苏共领导为了稳定阿富汗局势，最终决定通过出兵干预换掉阿明政权。
尽管阿明知道，他违背了他对苏联领导人做出不杀害塔拉基的承诺会惹恼苏联。但是他依然相信苏联，因为他认为苏联最终会接受这个事实。因此阿明把塔拉基赶下台之后，处于对自己的安全考虑，他希望苏联能提供以中亚加盟共和国的穆斯林军人组成的一个部队以保卫他的安全，于是苏联政府顺水推舟地满足了他的要求，12月苏联向阿富汗派出了一个约500人，身着阿富汗军装的“穆斯林营”。1979年12月27日，苏联策划了“333風暴行動”，而那支苏联派来“保护”阿明的“穆斯林营”在这次行动中起到了里应外合的“特洛伊木马”的作用。阿明政府被推翻，阿明本人遭到枪杀，而苏联也因此揭开了长达10年的苏联－阿富汗战争的序幕。